# Eduard Spertsyan
Eduard Spertsyan (Stávropol, 7 de junio de 2000) es un futbolista ruso, nacionalizado armenio, que juega en la demarcación de extremo para el FC Krasnodar de la Liga Premier de Rusia.

## Selección nacional
Hizo su debut con la selección de fútbol de Armenia el 31 de marzo de 2021 en un encuentro de clasificación para la Copa Mundial de Fútbol de 2022 contra Rumania que finalizó con un resultado de 3-2 a favor del combinado armenio tras un doblete de Alexandru Cicâldău para Rumania, y de Varazdat Haroyan, Tigran Barseghyan y otro del propio Spertsyan para Armenia.

### Goles internacionales
| # | Fecha                    | Estadio                                               | Oponente            | Gol | Resultado | Competición                                          |
| - | ------------------------ | ----------------------------------------------------- | ------------------- | --- | --------- | ---------------------------------------------------- |
| 1 | 31 de marzo de 2021      | Estadio Republicano Vazgen Sargsyan, Ereván, Armenia  | Rumania             | 1-0 | 3–2       | Clasificación para la Copa Mundial de Fútbol de 2022 |
| 2 | 4 de junio de 2022       | Estadio Republicano Vazgen Sargsyan, Ereván, Armenia  | Irlanda             | 1-0 | 1-0       | Liga de Naciones de la UEFA 2022-23                  |
| 3 | 27 de septiembre de 2022 | Estadio Aviva, Dublín, Irlanda                        | Irlanda             | 2-2 | 3-2       | Liga de Naciones de la UEFA 2022-23                  |
| 4 | 17 de octubre de 2023    | Estadio Blagoj Istatov, Strumica, Macedonia del Norte | Macedonia del Norte | 3-1 | 3-1       | Amistoso                                             |
| 5 | 7 de septiembre de 2024  | Estadio Republicano Vazgen Sargsyan, Ereván, Armenia  | Letonia             | 4-1 | 4-1       | Liga de Naciones de la UEFA 2024-25                  |
| 6 | 17 de noviembre de 2024  | Estadio Skonto, Riga, Letonia                         | Letonia             | 0-1 | 1-2       | Liga de Naciones de la UEFA 2024-25                  |
| 7 | 6 de junio de 2025       | Estadio Fadil Vokrri, Pristina, Kosovo                | Kosovo              | 1-2 | 5-2       | Amistoso                                             |
| 8 | 9 de junio de 2025       | Stadion kraj Bistrice, Nikšić, Montenegro             | Montenegro          | 0-1 | 2-2       | Amistoso                                             |
| 9 | 9 de junio de 2025       | Stadion kraj Bistrice, Nikšić, Montenegro             | Montenegro          | 2-2 | 2-2       | Amistoso                                             |

## Clubes
| Club           | País  | Año       | Partidos | Goles |
| -------------- | ----- | --------- | -------- | ----- |
| FC Krasnodar-3 | Rusia | 2018-2019 | 13       | 1     |
| FC Krasnodar-2 | Rusia | 2019-2022 | 79       | 17    |
| FC Krasnodar   | Rusia | 2022-     | 143      | 44    |

## Palmarés

### Títulos nacionales
| Título                | Club            | País  | Año  |
| --------------------- | --------------- | ----- | ---- |
| Liga Premier de Rusia | F. C. Krasnodar | Rusia | 2025 |